# Entosthodon bergianus
Entosthodon bergianus är en bladmossart som beskrevs av C. Müller 1848. Entosthodon bergianus ingår i släktet koppmossor, och familjen Funariaceae. Inga underarter finns listade i Catalogue of Life.